# Giuseppe Torelli
Giuseppe Torelli (Verona, 22 aprile 1658 – Bologna, 8 febbraio 1709) è stato un violinista e compositore italiano del periodo barocco.
Fratello del pittore Felice Torelli, è principalmente ricordato per il suo contributo allo sviluppo del concerto, soprattutto il concerto solista, e per le sue composizioni per archi e tromba.

## Biografia
La sua formazione ebbe probabilmente avvio nella città natale, sotto la guida del concittadino Giuliano Massarotti. Le prime notizie sulla sua attività professionale risalgono al 15 maggio 1676, quando suonò il violino durante una funzione del Vespro presso la chiesa di Santo Stefano a Verona. Dall'estate 1683 prestò servizio come violinista presso la Cattedrale di Verona.

Il 27 giugno 1684 fu ammesso nella prestigiosa Accademia Filarmonica di Bologna come suonatore di violino e di conseguenza tre mesi dopo si trasferì nella capitale emiliana. Qui, fu allievo per la composizione di Giacomo Antonio Perti per un triennio, mentre per il violino si ipotizza un suo discepolato sotto la guida di Ercole Gaibara, Leonardo Brugnoli oppure di Bartolomeo Girolamo Laurenti, entrambi violinisti presso la Basilica di San Petronio.  Presso l'Accademia, venne incaricato di comporre delle sinfonie per le celebrazioni liturgiche dedicate al patrono dell'istituzione negli anni 1692–1700, 1703–4 e 1708; probabilmente, vi fu innalzato al rango di compositore nel 1692.
Nel 1687 Giuseppe Corsi da Celano eseguì nella Cappella di S. Maria della Steccata di Parma alcune sue sinfonie dell'op. 3, come confermato in due lettere a Giacomo Antonio Perti, considerate «bellissime». Dopo aver prestato sporadicamente servizio nella nell'orchestra della Cappella di San Petronio, nel 1686 vi ottenne un posto regolare come suonatore di violetta (probabilmente si deve intendere viola tenore, dal momento che succedette a Geminiano Berosi, che appunto ricopriva questo ruolo). Torelli prestò servizio continuativamente nella Cappella fino al 1689 e poi meno regolarmente dal 1690 al 1695, a causa di un'accresciuta attività come violinista in altre città, come Parma e Modena. Allo scioglimento della Cappella, avvenuto per ragioni economiche nel 1696, Torelli lasciò Bologna in cerca di ingaggi.

È probabile che insieme al castrato Francesco Antonio Pistocchi sia dapprima andato ad Ansbach, dove il suo ex allievo Pietro Bettinozzi era violinista nell'orchestra di Giorgio Federico II di Brandeburgo, e di qui i due, nel maggio 1697, abbiano raggiunto Berlino per esibirsi di fronte all'Elettrice Sofia Carlotta, alla quale poi Torelli dedicò i Concerti musicali op. 6, pubblicati nel 1698 ad Augusta. Sempre nel 1697 o al massimo l'anno successivo, egli fu ad Amsterdam (probabilmente ancora col suo compagno); qui, oltre che esibirsi, come testimonia un poema di Cornelis Sweerts intitolato "Ringraziamenti a Giuseppe Torelli, primo fra i violinisti italiani, per avermi concesso l'onore di sentirlo suonare", probabilmente si occupò degli accordi con l'editore Estienne Roger per la stampa dell'Opera Sesta (che però uscì anche qualche mese prima ad Augusta, come già menzionato) e della Settima, che videro la luce nel 1698. Sempre nel 1698, venne nominato maestro di concerto (primo violino direttore dell'orchestra) alla corte del Margravio di Brandeburgo ad Ansbach, dove il Pistocchi era maestro di cappella. Nel dicembre dell'anno successivo, i due erano a Vienna, come testimoniano le lettere che Torelli e Pistocchi scrivevano a Bologna a Perti, oggi conservate nel Museo internazionale e biblioteca della musica di Bologna; una di queste testimonia la composizione da parte di Torelli di un oratorio: L'Adamo scacciato dal Paradiso terrestre (la cui musica è andata perduta), che fu eseguito nella cappella imperiale nella domenica Laetare (metà Quaresima).
Ma già nel 1700 Torelli era stanco di Vienna; sofferente di ipocondria e depressione, desiderava tornare in Italia. Nulla sappiamo del suo viaggio, tuttavia nel febbraio 1701 lo ritroviamo a Bologna, insieme al fido Pistocchi, nelle liste dei musicisti della rinata Cappella musicale di San Petronio (diretta da Perti), ora con un ruolo e trattamento contrattuale adeguato alla popolarità internazionale acquisita.
Torelli morì a Bologna l'8 febbraio 1709.
Fu noto sia in Italia che all'estero per il suo virtuosismo violinistico. Tra i suoi vari allievi ebbe Girolamo Nicolò Laurenti, Pietro Bettinozzi e Francesco Manfredini.

## Opere
La produzione di Torelli giunta fino ai giorni nostri conta quasi 200 lavori, in gran parte da fonti manoscritte. Essa comprende in grandissima parte composizioni strumentali da camera e orchestrali con solisti, accanto ad un piccolo numero di lavori vocali sacri e profani. Dell'oratorio "L'Adamo scacciato dal Paradiso terrestre", su testo di Tomaso Astolfi,  rappresentato alla corte di Vienna nel 1700, è rimasto purtroppo il solo libretto, anche se non si dispera sulla possibilità di ritrovarne anche le musiche.
Le opere date alle stampe furono otto:
- Sonate à trè stromenti con il Basso Continuo... Opera Prima (Bologna, 1686)
- Concerto da Camera à due Violini, e Basso... Opera Seconda (idem)
- Sinfonie à 2. 3. e 4. Istromenti... Opera Terza (Bologna, 1687)
- Concertino per Camera à Violino, e Violoncello... Opera Quarta (Bologna, 1688)
- Sinfonie à tre e Concerti à quattro... Opera Quinta (Bologna, 1692)
- Concerti Musicali... Opera Sesta (Augusta, 1698)
- Capricci Musicali per Camera à Violino e Viola overo Arcileuto... Opera Settima[9](stampata forse in Germania nel 1698)
- Concerti Grossi con vna Pastorale per il Santissimo Natale... Opera Ottava (1-6 per 2 violini, 7-12 per 1 violino; opera pubblicata postuma a Bologna nel 1709)

Di seguito le opere ristampate ad Amsterdam:
- Concerti da Camera a due Violini e Basso... Opera Seconda (1702)
- Introduttioni à Violino e Violoncello... Opera Quarta (1702)
- Sinfonia à tre e Concerti à quatro... Opera Quinta (1699)
- Concerti Musicali a quattro... Opera Sesta (1698)
- Capricci Musicali per Camera à Violino e Viola overo Arcileuto... Opera Settima (1698)

Purtroppo, dell'opera VII non è giunta fino a noi alcuna copia, nonostante fosse molto popolare, al punto da essere citata da Johann Gottfried Walther nel suo Musicalisches Lexikon (1732) e da Fétis già nella prima edizione della Biographie universelle (1844).
Le prime cinque pubblicazioni videro la luce a Bologna nel breve arco di 6 anni, dal 1686 al 1692.

Egli si presenta nelle prime due uscite con la tipica formazione della sonata a tre (due violini e basso continuo), che vedeva in quegli anni il suo momento di maggior successo; l'opera 1 è composta da sonate da chiesa, quasi tutte nella caratteristica struttura a 4 movimenti lento-rapido-lento-rapido, mentre l'opera 2 contiene invece sonate da camera, consistenti in una grande varietà di danze.
L'opera 3 contiene 12 composizioni, indicate nel frontespizio come Sinfonie, e invece Sonate (del genere da chiesa) all'interno dei libri-parte. Gli organici usati sono vari:  ci sono sonate per violino, violoncello e basso continuo, vi sono le tipiche sonate a tre, e ci sono sonate a 4 per due violini viola e basso con basso continuo, o con 3 violini e basso con basso continuo. I lavori sono più estesi dei precedenti e si nota una sperimentazione nella scrittura che la avvicina talvolta al genere del concerto.
Torelli fu il primo a comporre concerti per violino solista e orchestra, in un'epoca in cui ancora la forma tipica del concerto per archi è il concerto grosso, nel quale un piccolo gruppo di solisti chiamato concertino (abitualmente 2 violini e un violoncello o un arciliuto) si contrapponeva alla massa orchestrale.
Inoltre, scrisse oltre 30 concerti per 1, 2 o 4 trombe e orchestra (sinfonie per tromba).